# Julius Feifalik
Julius Feifalik (* 15. Februar 1833 in Znaim, Mähren; † 30. Juni 1862 in Wien) war ein böhmischer Germanist und Bohemist.
Nach dem Abschluss seiner Elementarausbildung in Brünn (1850), begann er, in Wien Jurisprudenz zu studieren, wechselte aber später zum Studium der deutschen und slawischen Philologie und erhielt anschließend ein Stipendium für Berlin, um dort seine Studien über altdeutsche Literatur fortzusetzen (1855–1857). Zurückgekehrt nach Wien, erhielt er eine Stelle als Collaborator an der k. k. Hofbibliothek in Wien und starb dort 1862 an den Folgen einer Tuberkuloseinfektion.
Besondere Verdienste erwarb er sich durch sein Bestreben, Fälschungen in der alten tschechischen Literatur aufzufinden. Nachdem er sich bereits mit König Wenzel von Böhmen als Minnesänger und der Unechtheit der altböhmischen Piseň milostná krále Václava I beschäftigt hatte, veröffentlichte er 1860 den Aufsatz „Über die Königinhofer Handschrift“ in dem er Václav Hanka vorwarf, dass es sich bei der Königinhofer Handschrift um eine Fälschung handelt. Ein weiteres Schaffensgebiet war die mährische Volkspoesie.

## Werke (Auswahl)
- Über König Wenzel von Böhmen als Liederdichter, 1858
- Zwei böhmische Volksbücher zur Sage von Reinfrit von Braunschweig, 1859/60
- Über die Königinhofer Handschrift, 1860
- Altčechische Leiche, Lieder und Sprüche des XIV. und XV. Jahrhunderts, 1862
- Volksschauspiele aus Mähren, 1864